# ألبرت إيريتون
ألبرت إيريتون (بالإنجليزية: Albert Ireton)‏ (15 مايو 1879 – 4 يناير 1947) هو ملاكم ولاعب شد حبل من المملكة المتحدة راحل، مثّل بلاده في اللعبتين في الألعاب الأولمبية الصيفية 1908.

## روابط خارجية
ألبرت إيريتون على موقع أوليمبيديا (الإنجليزية)